# Trieces teres
Trieces teres là một loài tò vò trong họ Ichneumonidae.